# Ctenomys conoveri
El tuco-tuco de Conover, chaqueño o gigante (Ctenomys conoveri), también conocido como tuca-tuca o anguyatutu en guaraní, es una especie de roedor del género Ctenomys, de la familia Ctenomyidae. Es endémico de la ecorregión del Gran Chaco, en el sur de Sudamérica.

## Características
Al igual que otras especies de Ctenomys, el tuco-tuco de conover posee adaptaciones morfológicas para la vida subterránea.
La cabeza es robusta, y los incisivos superiores son anchos y amarillos. Su pelaje es largo y áspero, de color canela, y la cola está densamente cubierta de pelo.
Es la especie de tuco-tuco más grande conocida, llegando a pesar entre 1000 y 1200 gr. Los machos pueden alcanzar una longitud cabeza-cuerpo de 558 mm, con una cola de 122 mm.
El cariotipo de la especie varía de 2n= 48 en ejemplares bolivianos a 2n= 50 en ejemplares paraguayos. La morfología espermática es simple y asimétrica.

## Distribución geográfica
Esta especie es endémica del Chaco Boreal, al norte de la ecorregión chaqueña en el cono sur de Sudamérica. Su distribución y presencia se limita a escasos reportes en el oeste del Paraguay, sudeste de Bolivia y norte de Argentina.

## Historia natural
La especie fue descrita en 1946 por Wilfred Hudson Osgood, al oeste de Paraguay. El término específico de su nombre científico (conoveri) es un epónimo que refiere al apellido de la persona a quien fue dedicada, el ornitólogo Henry Conover.
Se desconocen aspectos sobre su biología, como uso del hábitat, estructura poblacional, comportamiento y reproducción.

## Taxonomía
Osgood clasificó la especie en un género propio, Chacomys. En la actualidad, se considera una especie valida del género Ctenomys, formando un clado filogenético con las especies Ctenomys frater y Ctenomys lewisi.
Su taxonomía es compleja, principalmente a causa de errores durante su descripción. Algunos especímenes colectados y de museo fueron erróneamente descriptos como Ctenomys fulvus, Ctenomys leucodon o Ctenomys brasiliensis. 
Reportes sobre su presencia en Argentina se basaron en ejemplares mal identificados de Ctenomys argentinus.